# 532
| 532                |
| ------------------ |
| Dødsfald - Fødsler |
|                    |

| Gregoriansk kalender | 532 DXXXII              |
| Ab urbe condita      | 1285                    |
| Armensk kalender     | I/T                     |
| Kinesiske kalender   | 3228 – 3229 辛亥 – 壬子 |
| Etiopisk kalender    | 524 – 525               |
| Jødisk kalender      | 4292 – 4293             |
| Hindukalendere       |                         |
| - Vikram Samvat      | 587 – 588               |
| - Shaka Samvat       | 454 – 455               |
| - Kali Yuga          | 3633 – 3634             |
| Iransk kalender      | 90 BP – 89 BP           |
| Islamisk kalender    | 93 BH – 92 BH           |

## Begivenheder
- Opførelsen af Hagia Sophia påbegyndes
- Under Nika-opstanden mod kejser Justinian 1. brænder store dele af Konstantinopel, og mere end 30.000 mennesker mister livet.

## Dødsfald
- 17. oktober - Pave Bonifatius 2.

- Wikimedia Commons har flere filer relateret til 532

| År | Spire Denne artikel om et år, årti, århundrede eller årtusinde er en spire som bør udbygges. Du er velkommen til at hjælpe Wikipedia ved at udvide den. |